# Augochloropsis diversipennis
Augochloropsis diversipennis är en biart som först beskrevs av Amédée Louis Michel Lepeletier 1841.  Augochloropsis diversipennis ingår i släktet Augochloropsis och familjen vägbin. Inga underarter finns listade.